# PartnerRe
PartnerRe ist ein international tätiges Rückversicherungsunternehmen mit Hauptsitz auf Bermuda.

## Hintergrund
PartnerRe verfügt weltweit über 14 Niederlassungen, von denen aus mehr als 2000 Kunden in über 150 Ländern betreut werden. Der Umsatz der Gruppe belief sich im Geschäftsjahr 2008 auf 3,98 Milliarden US-Dollar. Annähernd die Hälfte des Prämienvolumens stammt aus Europa.
Die rückversicherten Risiken umfassen die Bereiche Sachversicherung, Haftpflicht-, Unfall- und Kfz-Versicherung, Katastrophen, Leben und New Solutions. Dazu kommen Spezialsparten wie Landwirtschaft, Luft- und Raumfahrt, Kredit und Kaution, Energie, Engineering, Transport, Spezialsach- und Spezialhaftpflichtversicherung. Der Schwerpunkt liegt auf dem Nichtleben-Geschäft.

## Geschichte
PartnerRe wurde 1993 auf Schweizer Initiative hin gegründet, anfänglich als Spezialrückversicherer für Deckungen gegen Naturkatastrophen (unter dem Eindruck des Hurrikan Andrew von 1992). 1997 übernahm PartnerRe den französischen Rückversicherer Société Anonyme Française de Réassurances (SAFR), 1998 die Rückversicherungsgeschäfte der damals neu zur Credit Suisse gehörenden Winterthur Group. Im Juli 2009 gab PartnerRe bekannt, den in der Schweiz ansässigen und in Paris und Frankfurt börsennotierten Rückversicherer Paris Re (die ehemalige Rückversicherungs-Sparte von Axa) in zwei Stufen bis 2010 vollständig zu übernehmen.
PartnerRe lag 2009 auf Rang 12 unter den Rückversicherungsunternehmen weltweit. Mit Übernahme der Paris Re rückte PartnerRe, gemessen am Eigenkapital, zum fünftgrößten Rückversicherer der Welt – nach Münchener Rück, Swiss Re, den Rückversicherungsaktivitäten der Beteiligungsholding Berkshire Hathaway des Milliardärs Warren Buffett und Hannover Rück – auf.
2016 wurde PartnerRe von Exor übernommen. Im Zuge der Übernahme erfolgte ein Delisting. Die Anteile des Unternehmens wurden bis zur Übernahme an der NYSE gehandelt.
Im März 2020 vereinbarte die französische Versicherungsgruppe Covéa mit Exor den Erwerb von PartnerRe für kolportierte 9 Milliarden US-Dollar. Mit Verweis auf die COVID-19-Pandemie versuchte der genossenschaftliche Versicherer aus Frankreich den Preis zu drücken und machte letztlich bereits zwei Monate später einen Rückzieher. 2021 wurden die Verhandlungen erneut aufgenommen und Ende Oktober des Jahres eine Absichtserklärung über die Transaktion unterzeichnet. Mitte Dezember 2021 wurde eine verbindliche Vereinbarung über die Transaktion unterzeichnet, die Finalisierung wird für Mitte 2022 und bezüglich Transaktionswert in der gleichen Größenordnung, wie ursprünglich vereinbart, erwartet. Im März 2022 gab Exor bekannt, dass sich der Kaufpreis um 328 Millionen US-Dollar aufgrund des guten Geschäftsergebnisses für das Jahr 2021 erhöht habe.